# Сражение при Далласе
Сражение при Далласе (англ. Battle of Dallas) — серия боевых столкновений во время битвы за Атланту в ходе гражданской войны в США. Они произошли между 24 мая и 31 мая 1864 года около Далласа, Джорджия, между Теннессийской армией генерала Джозефа Джонстона и Теннессийской, Камберлендской и Огайской армиями под общим командованием генерал-майора Уильяма Т. Шермана. Сражения при Нью-Хоуп-Чеч и при Пикеттс-Милл иногда считаются частью сражения при Далласе, так как стратегически они взаимосвязаны, но с точки зрения тактики их нужно рассматривать как отдельные сражения.

## Предыстория
В ночь с 19 на 20 мая войска южан переправились через реку Этова. Шерман же решил дать своим людям немного отдыха после 5-дневного марша и наступление продолжилось только 23 мая. Дело было в том, что Шерман уже бывал в этих местах, когда служил до войны в армии и примерно догадывался, где именно будет держать оборону Джонстон. Командующий армией Теннесси закрепился в узком проходе Аллатуна-Пасс и Шерман решил обойти позиции конфедератов, понимая, что атака в лоб ни к чему хорошему не приведёт. По этой причине он направил свои армии к Далласу, что в 15 милях юго-западнее прохода, пытаясь вновь обойти Джонстона с фланга. 23 — 24 мая пехота и кавалерия федералов переправилась через Этову в четырёх местах западнее Картерсвилла и южнее Кингстона.

## Сражение
Джонстону доложили о марше федералов почти сразу же, как только тот начался. Он не стал задерживаться в Аллатуне и направился к Далласу с
корпусами генерал-лейтенантов Леонидаса Полка и Уильяма Харди, оставив лишь корпус генерал-лейтенанта Джона Худа прикрывать проход. Лишь убедившись, что Шерман ушёл, Худ поспешил за основными частями армии и занял позиции на правом фланге конфедератов у Нью-Хоуп-Чёрч. На следующий день Худ узнал от пленного солдата Союза, что прямо на его позиции идет дивизия Джона Гири, а за ней и весь XX корпус генерал-майора Джозефа Хукера. Конфедераты тут же начали окапываться и обустраивать позиции на скалах. Джорджианцы бригадного генерала Стовелла использовали для обороны даже могильные плиты из церковного кладбища, на котором, вполне вероятно покоился кто-то из их же родственников.

### Сражение при Нью-Хоуп-Чёрч
Шерман ошибочно предположил, что его встретит лишь небольшой заслон, а потому в полдень приказал Хукеру отправить в атаку три дивизии его корпуса. Бригадный генерал Альфеус Уильямс наступал справа, бригадный генерал Дэниэль Баттерфилд слева, а дивизия Джона Гири шла в резерве. Федералам пришлось сначала целую милю продираться через густой лес, потом спускаться в широкий овраг (его позже назвали «Адская падь»), и только потом поднимаясь вверх, они могли атаковать позиции конфедератов, которые надежно закрепились на высотах у церкви.
Возле Нью-Хоуп-Чёрч держала оборону дивизия южан под командованием генерал-майора Александра Стюарта. Несмотря на то, что федералов было значительно больше, людям Стюарта не составило особого труда отразить атаку. Особенно сильный урон Хукеру нанесли 16 орудий корпусной артиллерии полковника Роберта Бекхема. Генерал Уильямс позже писал, что «шрапнель косила ряды его солдат со всех направлений, кроме тыла». Когда Джонстон узнал об атаке федералов, то собрался послать Стюарту подкрепление, на что последний ответил, что в этом нет никакой необходимости.
Стюарту действительно не потребовалось подкрепления. Атака 20-го корпуса, начавшаяся в 17:00, продолжалась всего 2 часа. Южане одержали
маленькую славную победу, потеряв около 400 человек из 4,000. Корпус Хукера потерял 1,665 человек, но так как поле боя осталось за
конфедератами, то многие раненые попали в плен. 26 мая федералы заняли оборонительные позиции напротив Стюарта. На протяжении всего дня
происходила ожесточенная перестрелка, однако атаковать федералы более не решались.
После этой неудачи Шерман решил прощупать оборону противника в другом месте — на правом фланге Джонстона. Утром 27 мая командующий 4-м
корпусом генерал-майор Оливер Ховард поручил командиру одной из своих дивизий бригадному генералу Томасу Вуду найти крайние правые позиции конфедератов, обойти их и атаковать во фланг. Дивизия бригадного генерала Ричарда Джонсона из 14-го корпуса Джона Палмера осуществляла поддержку Вуда.

### Сражение у Пикеттс-Милл
Однако федералы вскоре обнаружили, что линии конфедератов Джонстона значительно удлинились за прошедшие несколько дней и противник успел надежно закрепиться на новых позициях. Джонстон в очередной раз предугадал намерения Шермана и переместил дивизию генерал-майора Патрика Клеберна из сектора обороны Харди на самый край правого фланга. Дивизия Клеберна заняла позиции на ферме и возле мельницы вдовы Марты Пикетт. Проводя утром рекогносцировку местности, генерал обнаружил федералов на марше и теперь точно знал, что в скором времени будет атакован, потому сосредоточился на оборудовании оборонительных позиций.
В 15:35 Ховард послал Шерману записку, в которой говорилось, что он не уверен, что дивизия Вуда достигла фланга противника. Шерман потерял терпение и ответил Ховарду, что Вуд должен атаковать в любом случае. Атака началась в 17:00. Бригада Уильяма Хейзена наступала в центре, а на флангах (чуть сзади) его поддерживали бригады полковников Уильяма Гибсона и Фредерика Кнефлера. У Вуда вполне могло получиться обойти позиции конфедератов, но Клеберн перебросил свою пехоту на помощь кавалерии бригадного генерала Джона Келли. Техасцы Хайрема Гренбери, 3 полка спешенной кавалерии и два пехотных, не успели вовремя подготовить оборонительные позиции, когда началась атака федералов. Свидетели атаки помнили, как северяне кричали: «Черт вас побери, вот и попались без ваших бревен!!». Тем не менее техасцы устояли и смогли отбросить Хейзена ещё до того, как его смогли поддержать Гибсон и Кнефлер.
Бригада полковника Бенджамина Скрайбнера из дивизии Джонсона, которая была направлена в поддержку Вуда, смогла лишь оттеснить кавалеристов Келли назад к позициям пехоты, но дальше продвинуться не смогла. К 19:00 Вуд и его корпусной командир Ховард пришли к заключению, что дальнейшие попытки атаковать противника приведут лишь к бессмысленным жертвам.
Как 25, так и 27 мая конфедераты одержали сравнительно лёгкие оборонительные победы, нанеся противнику серьёзный урон. Известный американский писатель, Амброуз Бирс, служивший тогда в штабе у Хейзена, писал, что атака 27 мая была преступлением.
Федералы потеряли 1,580 человек (230 убитыми, 1,016 ранеными и 319 попали в плен/пропали без вести). Конфедераты в бою потеряли 668
человек. Клеберн докладывал о 85 погибших и 383 раненых, причем большая часть потерь пришлась на бригаду Гренбери. Кавалеристы Келли потеряли порядка 200 человек. Таким образом за 3 дня боев федералы потеряли 3,245 человек, а конфедераты около 1070.
Бои 25 — 27 мая 1864 года имели и другие последствия. Джонстон, видя какие потери понес Шерман, решил сам контратаковать его на следующий день.

### Сражение при Далласе
28 мая 1864 года произошло сражение у Далласа. Сражение при Нью-Хоуп-Черч и у Пикеттс-Милл иногда так же считают частями сражения за Даллас.
После того, как атака федералов 27 мая была успешно отбита, Джонстон решил атаковать неприятеля сам. При чём удар должен был быть нанесен по левому флангу Шермана там, откуда 27 мая атаковал Вуд. Атаку должен был возглавить генерал-лейтенант Худ, который считался самым агрессивным генералом в армии Теннесси. Но для этого часть его корпуса должна была совершить марш на правый фланг конфедератов. Солдаты выступили ещё до рассвета 28 мая и к полудню уже были на месте. Однако за ночь Шерман счел за лучшее отвести свои войска из того сектора на более безопасные позиции, где за ночь они окопались и теперь атака была заранее обречена на провал. Худ немедленно доложил Джонстону о сложившейся ситуации и последний отменил атаку.
После того, как Джонстон был вынужден отменить атаку на левый фланг федералов, он увидел возможность ударить справа. Конфедераты видели какие-то перемещения федералов в восточном направлении и Джонстон пришёл к выводу, что Шерман отводит свои войска из укреплённых позиции правого фланга (чего на самом деле не было). Джонстон проинструктировал другого своего командира корпуса, генерал-лейтенанта Харди, чтоб тот с помощью дивизии бригадного генерала Бейта прощупал силы противника возле Далласа. На самом деле передовые дозоры конфедератов наверняка знали, что там по прежнему находится артиллерия и две пехотные дивизии из XV корпуса генерала Джона Логана и XVI корпуса генерала Доджа армии Теннесси генерал-майора МакФерсона. Кавалерия конфедератов была осведомлена о реальном положении вещей, так полковник 1-го миссисипского кавалерийского полка Франклин Монтгомери писал, что хорошо рассмотрел лишь часть этих позиций и они ему показались очень сильными и вне всякого сомнения их всё ещё занимал противник. Тем не менее Бейт полагал, что перед ним только заслон застрельщиков, но до конца в этом уверен не был.
К 15:00 Бейт составил план. Согласно ему бригада спешенной кавалерии Фрэнка Армстронга должна была атаковать противника на его правом фланге, но если Армстронг натолкнется на сильное сопротивление федералов, то ему нужно было немедленно отступить. В противном случае продолжать наступление, а два выстрела из пушки послужат сигналом трём пехотным бригадам Бейта присоединиться к Армстронгу. При этом дивизия генерал-майора Уолкера должна была отвлечь 16-й федеральный корпус, проведя демонстрацию чуть севернее.
Вылазка Армстронга была настолько неожиданной для федералов, что около 15:45 миссисипцы отбросили неприятеля с их позиций, захватив при этом три пушки. Когда об этом сообщили Логану, тот быстро сориентировался и приказал организовать контратаку и вернуть потерянные позиции. Однако сигнал к наступлению уже был отдан и Бейт, видя поспешное отступление Армстронга, в срочном порядке отправил вестовых к командирам своих бригад с приказом отменить атаку, но только одна из трех получила этот приказ во время. Остальные две, флоридская бригада Финли и бригада бригадного генерала Льюиса, пошли в атаку на сильные позиции врага, которые федералы и не думали оставлять. В результате атака была отбита с огромными потерями для конфедератов (1 200 человек). Кентуккийцы Льюиса (Бригада Сирот) в этой атаке потеряли 51 % своего численного состава. Логан в своем рапорте докладывал о 379 убитых и раненых.
После 28 мая обе противоборствующие стороны никаких попыток наступления больше не предпринимали. Их позиции находились на расстоянии от 200 ярдов до полумили друг от друга, потому постоянно возникали спорадические перестрелки. Артиллерия тоже продолжала вести огонь, но в целом все было относительно спокойно, если не принимать во внимание снайперов, которые охотились за офицерами противника. 30 мая Шерман пришёл к выводу, что чтобы найти выход из сложившейся патовой ситуации, ему нужно снова маневрировать. Его армии начали постепенно покидать позиции на линии Даллас — Нью-Хоуп-Черч — Пикеттс-Милл и двигаться на восток и северо-восток к Акуорту, городку и станции на железной дороге. При этом кавалерии была поставлена задача занять Аллатуна Пасс как можно скорее. Это привело во первых к тому, что Аллатуна Пасс оказался в тылу у Шермана, а во вторых такой манёвр значительно упростил снабжение федеральных армий. Только у армии Теннесси МакФерсона возникли сложности с выполнением манёвра, так как дивизия Бейта все ещё находилась напротив его позиций. Только 1 июня МакФерсону со всеми предосторожностями удалось отойти на северо-восток, а последние федеральные части покинули район Далласа не позднее 5 июня.

## Последствия
В результате трех крупных сражений у Далласа федералы потеряли 3,624 человека, конфедераты — 2,270. Согласно описанию службы национальных
парков потери конфедератов в сражениях у Далласа составили 3,000
человек, а федералов 2,400, но следует учесть, что в эти данные не включены потери, которые обе стороны понесли в сражении у Нью-Хоуп-Черч,
но включены потери во время противостояния 28 — 31 мая и кавалерийские столкновения.
Наблюдатели конфедератов, которые разместились на горе Элсберри, доложили Джонстону о передвижении федералов. Командующему армией
Теннесси ничего не оставалось, как двигаться параллельно Шерману к железной дороге и занять новые оборонительные позиции. На этот раз
Джонстон выбрал гору Лост-Маунтин. 3 июня, когда Шерман занял Акуорт, Джонстон приказал своей армии идти к горе Лост-Маунтин, которая
находилась в 6 милях юго-восточнее Нью-Хоуп-Черч.